# Tomoyasu Hirose
Tomoyasu Hirose (født 11. september 1989) er en japansk tidligere professionel fodboldspiller.
Han har spillet for flere forskellige klubber i sin karriere, herunder Montedio Yamagata og Tokushima Vortis.